# 高地 (堪薩斯州)
高地（英語：The Highlands）是一個位於美國堪薩斯州里諾縣的城市。

## 地方資料
根據2020年美國人口普查的數據，高地的面積為2.65平方千米，當中陸地面積為2.65平方千米，而水域面積為0.00平方千米。當地共有人口349人，而人口密度為每平方千米131.7人。